# Спящий лагерь 3: Безлюдная территория
«Спя́щий ла́герь 3: Безлю́дная террито́рия» (англ. Sleepaway Camp 3: Teenage Wasteland, также «Лагерь вечных снов 3: Земля истребления подростков» или англ. Nightmare Vacation III) — американский малобюджетный художественный фильм в жанре слэшера, поставленный режиссёром Майклом А. Симпсоном в 1987 году. Премьера фильма состоялась 4 августа 1989 года.
Слоган картины: «Она вернулась, чтобы побить прошлогодний рекорд!»

## Сюжет
Летний лагерь «Роллинг Хиллс» переименовали в «Новые горизонты», но от этого ничего не изменилось. Анджела Бэйкер продолжила «учить» уму разуму новых отдыхающих, которые прибыли в лагерь.

## В ролях
| Актёр             | Роль                |
| ----------------- | ------------------- |
| Памела Спрингстин | Анджела Бэйкер      |
| Трейси Гриффит    | Марсия Холланд      |
| Майкл Дж. Поллард | Герман Миранда      |
| Марк Оливер       | Тони ДеРаро         |
| Хайнес Брук       | Бобби Старк         |
| Сандра Дорси      | Лили Миранда        |
| Дэрил Уилчер      | Рифф                |
| Ким Уолл          | Синди Хаммерсмит    |
| Клифф Бранд       | офицер Барни Уитмор |
| Кашина Кесслер    | Мария Накастро      |
| Рэнди Лэйн        | Тони Ричардс        |
| Чанг Йен Цай      | Грег Накашима       |
| Джаррет Бил       | Питер Дойл          |
| Соня Мэддокс      | Анита Бирхам        |
| Джилл Терашита    | Араб                |

## Производство
Как и второй фильм, третий был снят в молодёжном лагере YMCA в Вако (штат Джорджия).
В целях экономии картина снималась одновременно со вторым фильмом. На их съёмки потребовалось три месяца.
Несколько эпизодов с насилием пришлось вырезать, чтобы MPAA предоставила фильму рейтинг R. Anchor Bay Entertainment включила некоторые из этих удалённых эпизодов в свой DVD-диск, выпущенный в 2002 году.